# Monastère d'Antcha
Le monastère d'Antcha (en géorgien : ანჩის მონასტერი, antchis monasteri) est un monastère géorgien situé dans le village d'Anaçlı, dans l'actuelle province d'Artvin en Turquie. Il s'agissait de la cathédrale de l'évêque d'Antcha. L'ancienne église à croix inscrite de l'abbaye est complètement en ruines aujourd'hui,.

## Historique
Le monastère est mentionné par écrit pour la première fois en 951 dans le document La Vie de Grégoire de Khandzta (en) de Giorgi Merchule (en), qui date sa fondation aux alentours du IXe siècle. Il s'agit d'un des principaux centres culturels et religieux de la principauté de Klarjeti (en) conquise par les Ottomans aux Géorgiens dans les années 1550. Au milieu du XVIIe siècle, l'église est abandonnée. Ses reliques, dont l'icône du Sauveur (en), sont transférées à Tbilissi (à la basilique d'Antchiskhati). Peu après la conquête russe de la province d'Artvin, l'érudit géorgien Dimitri Bakradze (en) visite les édifices chrétiens de Géorgie et constate d'importants dommages à Antcha. En 1904, Nicolas Marr rapporte que seules subsistent une portion des murs nord et nord-ouest du monastère, l'abside d'un autel et une coupole,.